# KV5
KV5是帝王谷東部的地下墓穴，埋葬著拉美西斯二世的子女們。此墓穴是目前帝王谷內已知最大的墓穴，它雖在1825年就已被挖掘，但直至1995年才由肯特·R·威克斯的探險隊發現，被認為是1922年KV62（图坦卡蒙墓）被發現後帝王谷內最引人注目的考古。

## 歷史

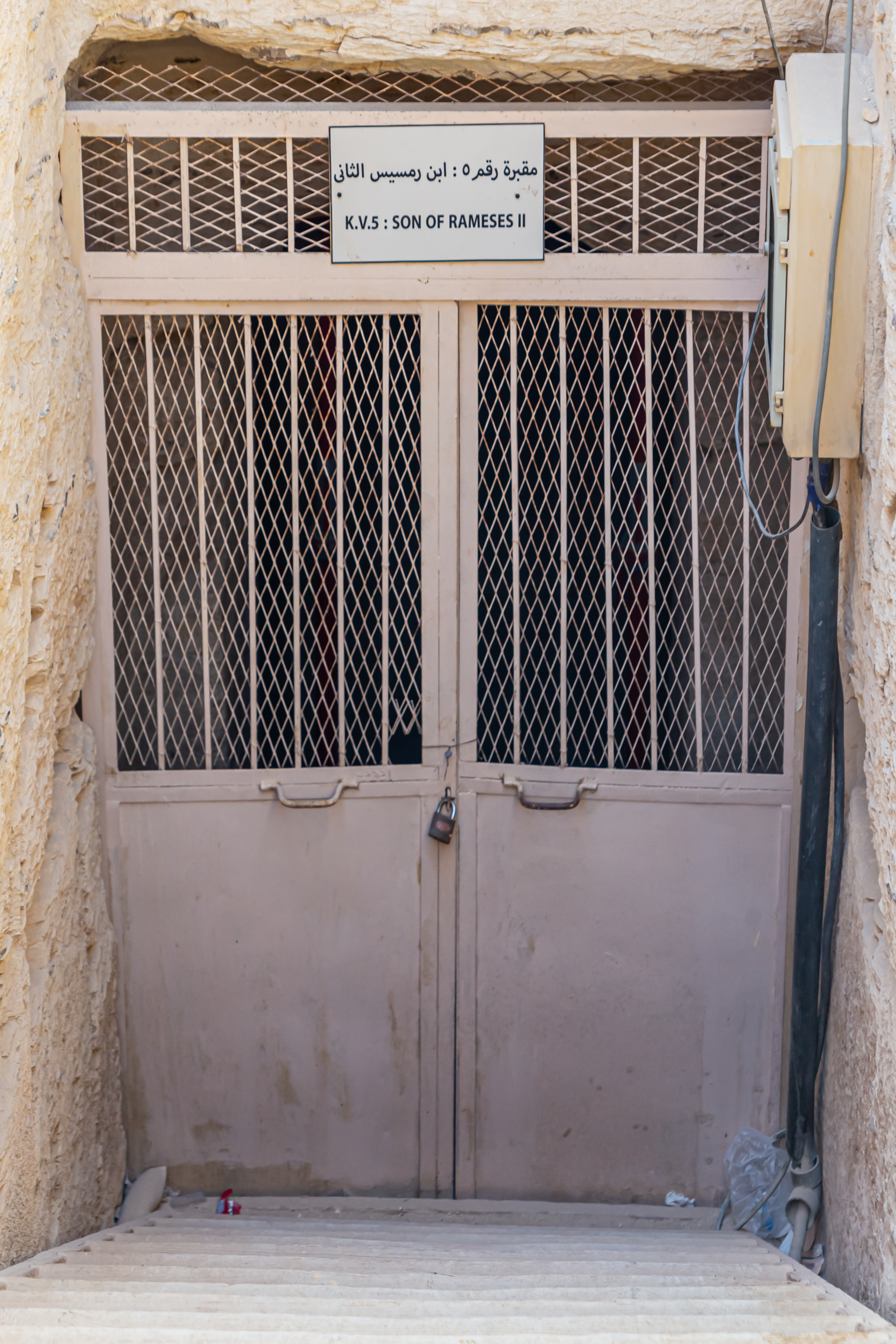
KV5入口

位於帝王谷入口附近的KV5在古代即遭盗墓。此外，數世紀以來，它與其他地勢較低的墓穴一樣，因雷雨引發的暴洪將碎石沖入其中而被填滿。
在近代對帝王谷的探索開始後，該墓曾多次被檢查，最早是在1825年由詹姆斯·波頓探查，之後在1902年由發現圖坦卡門墓的霍華德·卡特再次檢查，但他僅將KV5當作垃圾堆放場。然而，由於他們僅能進入前幾個房間，因此並未發現墓穴有任何異常之處。
直到肯特·R·威克斯主導底比斯測繪計畫開始清理此墓，事情才出現轉機（部分目的是為了確認鄰近建設工程是否會對墓穴造成破壞，另一部分則是為了進行測繪）。清理工作於1987年開始，首個重大發現出現在1995年，在廣泛清理墓穴外部房間後，發現約70個房間，沿著延伸進山丘的長走廊排列。這些房間的數量大致對應於這位法老所生的眾多兒子。這項發現在全球引起轟動，並重新點燃了大眾對埃及学的興趣。迄今為止的發現包括數千片陶器碎片、巫沙布提俑、彩陶珠子、僧侶體陶片、玻璃小瓶、鑲嵌飾件，以及一尊大型冥神欧西里斯雕像。
進一步的挖掘揭示出，墓穴比最初認為的還要龐大，因為從已發現區域延伸出的走廊中又有更多房間。截至2006年，已發現的房間或密室至少有130間（其中僅約7%已清理），而清理工作仍在持續進行中。
KV5位於拉美西斯二世之墓KV7附近，埋葬著他的多位子女，包括男性與女性，尤其是那些在他生前過世的孩子。包括阿蒙赫爾海佩舍夫在內的頭骨碎片於墓中發現並重建。

## 另見
- 拉美西斯二世子女列表（英语：List of children of Ramesses II）

## 書籍
- Weeks, Kent R. KV 5: a preliminary report on the excavation of the tomb of the sons of Rameses II in the Valley of the Kings. Publications of the Theban Mapping Project 1. publ., 2. print. Cairo: American University in Cairo Press. 2001. ISBN 978-977-424-574-9.
- Reeves, Nicholas. The complete Valley of the Kings : tombs and treasures of Egypt's greatest pharaohs. Internet Archive. Cairo : American University in Cairo Press. 2002. ISBN 978-977-424-735-4.
- Siliotti, Alberto (编). . Cairo: American University in Cairo Press. 2002. ISBN 978-977-424-718-7.

## 外部連結
- 底比斯地图－陵墓的平面图
- KV5进度报告